# إلبيط سكايلارك

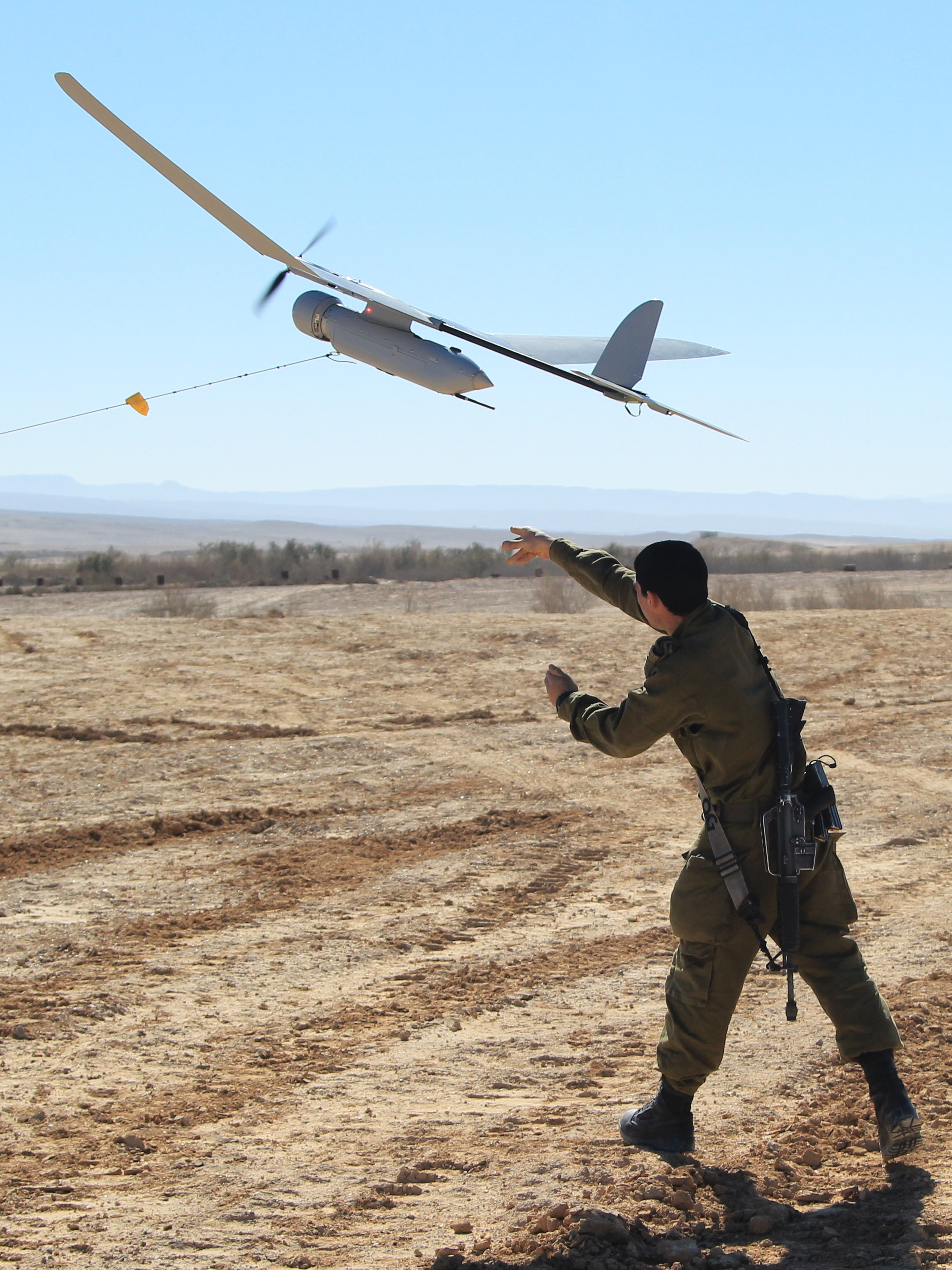
جندي إسرائيلي يطلق سكايلارك 1

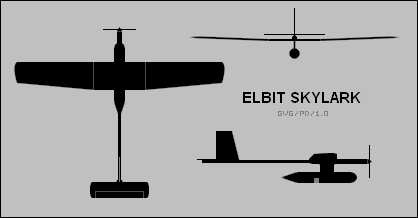
رسم للطائرة بمشهد من الأبعاد الثلاث

 إلبيط سكايلارك (بالإنجليزية: Elbit Skylark) (بالعبرية: סקיילרק) هي مسيرة عسكرية أنتجت في إسرائيل. من صناعة أنظمة إلبيط.

## المستخدمون
- الجيش الإسرائيلي

### كتائب القسّام تعلن السيطرة عليها
في 12 آب 2015 أعلنت كتائب الشهيد عز الدين القسام الجناح العسكري لحركة المقاومة الإسلامية حماس أن وحدة خاصة تابعة لها قامت بالاستيلاء على طائرة استطلاع إسرائيلية من نوع «سكايلارك 1»، وتمكنت من تعديلها وإدخالها الخدمة لديها.
وأكدت الكتائب أنه وبعد الاستيلاء على الطائرة صباح يوم الأربعاء 22 يونيو/حزيران 2015 تم إجراء الفحوصات الأمنية والفنية اللازمة، وتفكيكها ودراسة النظم والتقنيات التي تعمل بموجبها، ثم قامت الوحدة الخاصة بإعادة تركيبها وإدخالها للخدمة لدى كتائب القسام.

## التطوير
أنظمة إلبيط

## الطرازات
- سكايلارك 1
- سكايلارك 2
- سكايلارك 3